# Spädnate
Spädnate (Potamogeton pusillus) är en liten, vattenlevande ört som växer helt under vattenytan. Stjälken är mycket smal och grenig. 